# Kongoussi
Kongoussi este un oraș din provincia provincia Bam, Burkina Faso.